# Mesolamia
Mesolamia es un género de escarabajos longicornios de la tribu Acanthocinini.

## Especies
- Mesolamia aerata Broun, 1893
- Mesolamia marmorata Sharp, 1882